# Naturschutzgebiet Sperenberger Gipsbrüche

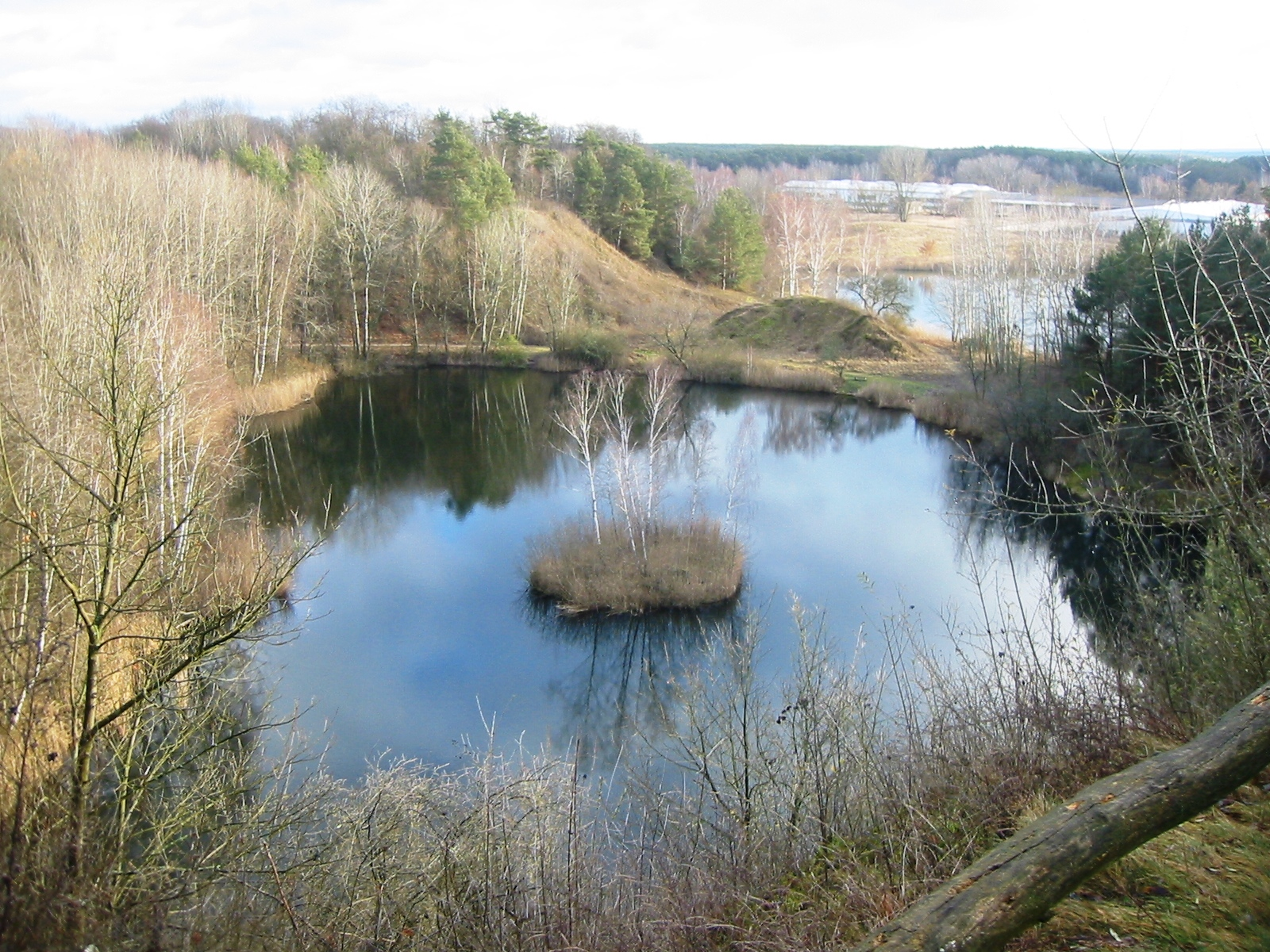
Blick vom Panoramaweg in das Restloch 1

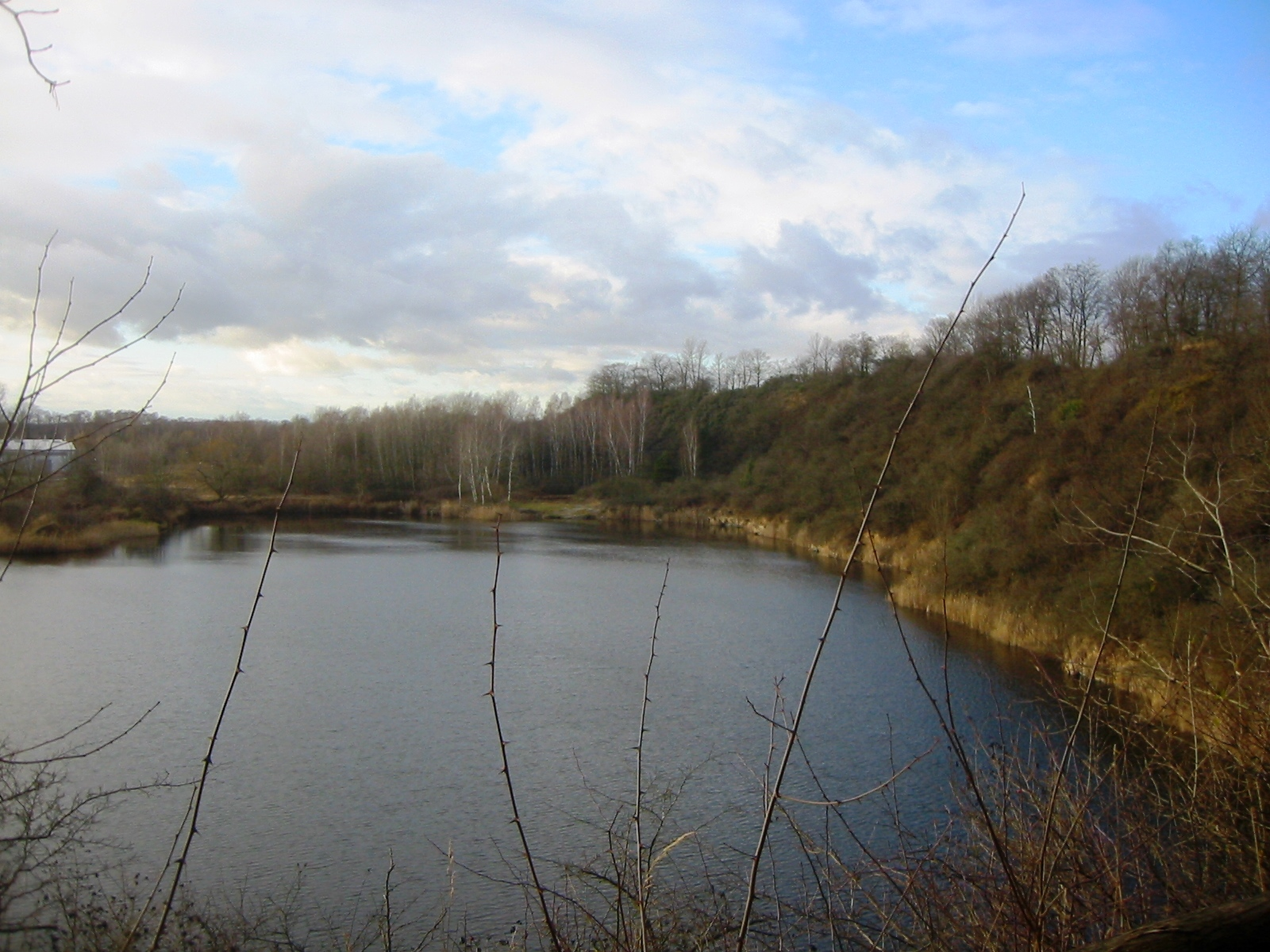
Restloch 3

Das Naturschutzgebiet Sperenberger Gipsbrüche ist ein 23,77 Hektar großes Naturschutzgebiet im Landkreis Teltow-Fläming in Brandenburg.

## Geschichte und Lage
Unter dem Naturschutzgebiet befindet sich rund 250 Millionen Jahre altes, zechsteinzeitliches Salz, das  als Salzdiapir an die Oberfläche gelangte. Durch Auslaugung des Salzes verblieb auf dem Salzdiapir ein Gipshut, der heute den Sperenberger Gipsberg bildet. Der Gips hier wurde vom 12. Jahrhundert bis 1958 abgebaut. Um einen Wassereinbruch in den Gipsbruch zu verhindern, pumpte man große Mengen Wasser ab. So gelangte eine hohe Menge Steinsalz in den nahegelegenen Krummen See: Im Jahr 1907 waren es beispielsweise 140.000 Tonnen. Der Anstieg des Salzgehaltes sowie der Einsturz ausgelaugter unterirdischer Hohlräume führte dazu, dass der Abbau schließlich eingestellt wurde. Nach 1958 wurde das Gebiet nicht mehr bewirtschaftet und im Jahr 1998 unter Naturschutz gestellt. Es umfasst im Wesentlichen vier ehemalige Restlöcher des ehemaligen Gipstagebaus, die nördlich des Krummen Sees liegen. Davon sind aber nur drei Bestandteil des Naturschutzgebietes. Das Restloch 2 wurde unter anderem als Betriebsdeponie genutzt. Hier wurde in den Jahren 1867 bis 1871 die erste Tiefbohrung der Welt durchgeführt, die auf 1271,60 Meter abgeteuft wurde.
Ein Panoramaweg führt von der Evangelischen Dorfkirche Sperenberg in südöstlicher Richtung an den vier Löchern vorbei. Ein Teil verläuft auf der 66-Seen-Regionalparkroute, um dann in nördlicher Richtung über den Gipsberg wieder zurück zur Kirche zu führen. Durch das Naturschutzgebiet führt der Boden-Geo-Pfad.

## Flora
In den felsenartigen Aufschlüssen mit bewachsenen Hängen und trockenen Sohlenbereichen findet man das Steppen-Lieschgras, das Sand-Fingerkraut, die Karthäusernelke das Rötliche Fingerkraut sowie den Ährigen Blauweiderich.
Die Abbruchkanten mit den Felsvorsprüngen sind der Lebensraum wärmeliebender Gebüsche wie die Feld-Rose und die Duftarme Rose. Ebenfalls anzutreffen sind die Schlehe, der Kreuzdorn sowie der Eingriffelige Weißdorn. Auf den kalkreichen Böden gedeiht Trockenrasen, Mittlerer Dost, Tauben-Skabiose, Alpenklee, Schwalbenwurz und die Schmalblättrige Vogelwicke. Der Vorwald besteht mehrheitlich aus Zitterpappeln, Kiefern und Sandbirke. An den Restlöchern wächst das Mittlere Nixkraut sowie die Armleuchteralge. Im westlichen Teil um das Restloch 1 findet man eine Glatthaferwiese mit der Rauen Nelke; im östlichen Teil gedeiht das Silbergras.

## Fauna
In den Sperenberger Gipsbrüchen wurden bislang rund 90 Schmetterlingsarten nachgewiesen, etwa der Tagfalter, Eulenfalter, Spanner, Zünsler und der Wickler. Ebenso sind die Zauneidechse sowie der Moorfrosch dort heimisch. Weiterhin wurden der Eisvogel sowie der Buchfink nachgewiesen.